# Mtoa
Mtoa è una circoscrizione rurale (rural ward) della Tanzania situata nel distretto di Iramba, regione di Singida. Conta una popolazione di 19 724 abitanti (censimento 2012).